# Anne Brandon
Lady Anne Brandon, Baronessa Grey di Powys (Inghilterra, 1507 – Inghilterra, gennaio 1558) è stata una nobildonna inglese, figlia maggiore di Charles Brandon, I duca di Suffolk e della sua seconda moglie, Anne Browne.

## Biografia

### Origini
Anne Brandon nacque nel 1507, come primogenita di Charles Brandon e Anne Browne, sua seconda moglie. Oltre a una sorella minore, Mary, avrebbe in seguito avuto quattro fratellastri e due sorellastre minori nate dai seguenti due matrimoni del padre, oltre a un fratellastro e a due sorellastre illegittimi. Al momento della sua nascita, i suoi genitori non erano sposati: suo padre, dopo essersi impegnato a sposare Anne Browne secondo il diritto canonico, la abbandonò incinta della loro figlia Anne per sposare invece la zia della ragazza, Margaret Neville, vedova Mortifer, allo scopo di mettere le mani sul suo ingente patrimonio. La famiglia di Anne fece quindi causa a Brandon, il quale vide annullato il suo matrimonio con Margaret e obbligato a sposare Anne, la quale morì nel 1511. Margaret Neville contestò per decenni l'annullamento del suo matrimonio e quindi la legittimità delle figlie di Anne Browne, fino a quando, nel 1528, Papa Clemente VII non si espresse contro di lei, dichiarando valido l'annullamento. 
Nel 1514, Anne e sua sorella furono inviate da loro padre nei Paesi Bassi, alla corte di Margherita d'Asburgo-Savoia. Approfittando della loro assenza, Charles sposò Maria Tudor, sorella del re d'Inghilterra Enrico VIII, suo intimo amico. Sebbene Charles preferisse che le figlie rimanessero all'estero, Maria Tudor insistette perché tornassero a vivere con loro, e prima del 1522 le due tornarono in Inghilterra, nella nuova tenuta di famiglia assegnata al padre, che nel 1514 era stato creato Duca di Suffolk come ricompensa per meriti militari. 
Al funerale di Maria Tudor, nel 1533, Anne e Mary, al momento del calo della bara nella cripta, si fecero largo a forza fino al posto d'onore in prima fila, con grande irritazione dei figli di Maria, che furono spintonati indietro dalle sorellastre. Nello stesso anno, Charles sposò la sua quarta moglie, la quindicenne Katherine Willoughby, del quale era tutore legale e che inizialmente era stata promessa al figlio che aveva avuto da Maria, Henry.

### Matrimoni
Anne Brandon sposò nel 1525 Edward Grey, III Barone Grey di Powys (1503-1551). Il matrimonio si rivelò infelice: Grey non era interessato alla moglie e dopo alcuni anni prese un'amante, Jane Orvell, dalla quale ebbe sei figli (Edward, Jane, Anne Cecily, Walter, Andrew e Thomas, tutti legittimati alla nascita) e alla quale, alla sua morte, lasciò tutto il suo patrimonio, compresa la baronia, che passò al loro primogenito Edward, IV e ultimo Barone Grey. 
Nel 1537, Anne scappò con il suo amante, Randal Haworth. Charles Brandon all'inizio si schierò con la figlia e, con l'aiuto di Thomas Cromwell, riuscì persino a ottenere che Grey le garantisse una rendita di 100 sterline annue. Allo stesso tempo, invitò Cromwell a scrivere ad Anne per chiarire che da quel momento in poi doveva vivere in modo onorevole per il nome dei Brandon.  
Nel 1540, Grey denunciò Anne e Randal alla corte reale, accusandoli di adulterio e di aver cospirato per ucciderlo. L'azione non portò a nulla e Anne continuò a vivere col suo amante, che sposò dopo la morte di Grey nel 1551. Tuttavia, avendo reso pubblico lo scandalo, Charles Brandon la escluse dal suo testamento, favorendo invece le sue sorellastre Frances ed Eleanor, nate da Maria Tudor.  
Nel 1551, Anne corruppe un giudice della Court of Chancery per ottenere, tramite documenti falsi, le terre spettanti a suo cognato Henry Grey, marito della sua sorellastra Frances, il quale aveva ereditato il ducato di Suffolk. Nel 1552 la truffa fu scoperta e il giudice arrestato, tuttavia Anne rimase ancora una volta impunita, se non che dovette rendere le terre sottratte.  

### Morte
Anne Brandon morì nel gennaio 1558, senza lasciare discendenza. Venne sepolta nell'Abbazia di Westminster o nella vicina Chiesa di Santa Margherita.